# Peter Leske
Peter Leske (* 7. Juni 1937 in Königsberg; † 15. Januar 2025) war ein deutscher Fotograf. Er gehörte auf dem Gebiet der Bildreportage zu den Spitzenfotografen der DDR.

## Leben und Werk
Die Mutter und die Großmutter Leskes kamen mit ihm 1945 in der Folge des Zweiten Weltkriegs als Vertriebene aus Ostpreußen in die Sowjetische Besatzungszone nach Sachsen und weiter in das Dörfchen Kleinvargula in Thüringen. Leske absolvierte in Gotha eine Lehre als Werkzeugmacher und besuchte dann die Arbeiter-und Bauern-Fakultät der Friedrich-Schiller-Universität Jena, wo er das Abitur machte.
Von 1956 bis 1960 studierte er an der Karl-Marx-Universität Leipzig (KMU) Journalistik. Nach dem Diplom arbeitete er als Bildreporter bei ADN-Zentralbild und von 1963 bis 1992 als Fotograf im Berliner Verlag für die Zeitschriften Für Dich und Neue Berliner Illustrierte sowie nach der deutschen Wiedervereinigung bis zu dessen Einstellung 1991 für das extraMagazin von Gruner + Jahr.
In der DDR war Leske Mitarbeiter der Arbeitsgemeinschaft Ausstellungs- und Auftragswesen des Kulturbundss und von 1965 bis zu deren Auflösung 1969 Mitglied der Fotografengruppe Signum.
Er machte Fotoreportagen aus dem Alltag und schuf Fotoserien aus „Bruderländern“ der DDR und aus Japan, Äthiopien, Italien und Kuwait. Seine Fotos sind „wichtige Zeitdokumente hoher fotografischer Qualität.“
Nach der Wiedervereinigung schuf Leske freie Fotoserien vor allem auf den Gebieten Akt und Landschaft, u. a. Hiddensee und Jahresringe. Lebenslinien.
Leske war bis 1990 Mitglied des Verbands der Journalisten der DDR und des Verbands Bildender Künstler der DDR. Von 1971 bis 1977 war er Inoffizieller Mitarbeiter des MfS. Er schrieb darüber selbstkritisch in dem Bild-Text-Band Reportertage (Mitteldeutscher Verlag, Halle/Saale, 2021).
Leske hatte in der DDR eine bedeutende Zahl von Einzelausstellungen und Ausstellungsbeteiligungen. Von 1980 bis 1990 hatte er einen Lehrauftrag für Illustrierten-Fotografie an der Sektion Journalistik der KMU, und von 1992 bis 1997 war er an Berliner Hochschulen Lehrbeauftragter für Fotografie bei der Ausbildung von Studenten der Kunstpädagogik.
Nachdem Leske in den 1970er Jahren erste Versuche als Maler und Grafiker unternommen hatte, beschäftigte er sich seit den 1990er Jahren auch intensiv als Maler. Er überarbeitete eigene Fotografien, übermalte und erweiterte sie. Es entstand u. a. das Malbuch eines Fotografen. 2010 schuf er eine Foto-Serie mehrteiliger Frauenporträts in Schwarz/Weiß mit dem Titel Babel und 2012 für den Park Miłości (Park der Liebe) in Lubniewice das künstlerische Objekt Herz-Rasen.
Ab 2019 sichtete er im Auftrag der Bundesstiftung zur Aufarbeitung der SED-Diktatur sein Foto-Archiv aus etwa 120.000 Negativen und mehr als 3.000 Originalabzügen aus sechs Jahrzehnten. Jetzt befinden sich im Archiv der Bundesstiftung in Berlin 60.000 digitalisierte Aufnahmen.
Leske lebte zuletzt in Schöneiche und wurde auf dem Friedhof Friedensaue Schöneiche beigesetzt.

## Selbstreflektion
„Meine Fotografie baut auf intensives Beobachten, ich nehme den Vorgang des Sehens sehr ernst, das entspricht meinem Wesen.“

## Bücher mit Fotografien Leskes (unvollständig)
- Auferstanden aus den Nischen. Dokumente einer Revolution. Allgemeiner Deutscher Verlag, NBI, Berlin, 1990; ISBN 978-3-86020-014-8 (Text Stefan Heym)

## Einzelausstellungen seit der deutschen Wiedervereinigung
- 2021/2022: Berlin, Gedenk- und Bildungsstätte Andreasstraße[5]